# Двиккоджи

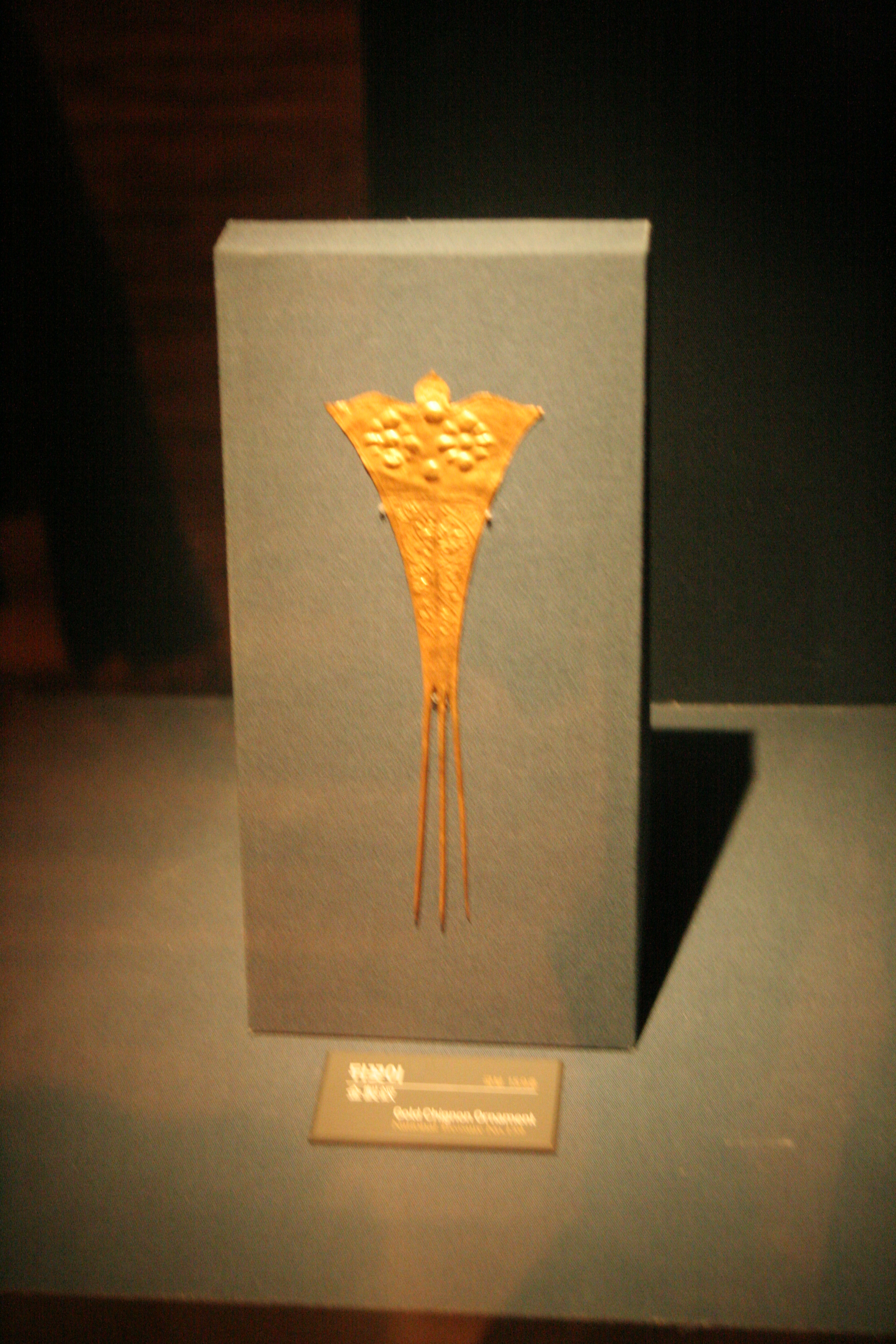
Золотое двиккоджи из захоронения короля Пэкче Мурёна

Двиккоджи  или твиккоджи (хангыль : 뒤꽂이) — традиционный корейский орнамент, используемый для украшения женских шиньонов, с острым концом. Существует несколько типов в зависимости от материала или формы украшения, и они использовались по-разному в зависимости от социального положения царской семьи, знати и простых людей.
Предполагается, что трехногие золотые двиккоджи произошли из периода Пэкче в Корее, они же считаются прототипом всех остальных видов двиккоджи в целом. Первоначально они использовались как ушные палочки и гребни для расчесывания волос. Существовал тип ушной палочки , который служил только в качестве ушной палочки, также был тип, к которому вместе с ушной палочкой прикреплялся держатель, похожий на ветку, от которого и произошли двиккоджи. Раньше такие ушные палочки делались из рога, кости, металла и т. д. и имели различные формы, размеры и качество. Обычно их хранили на туалетном столике вместе с гребнями, расческами и пинцетами.

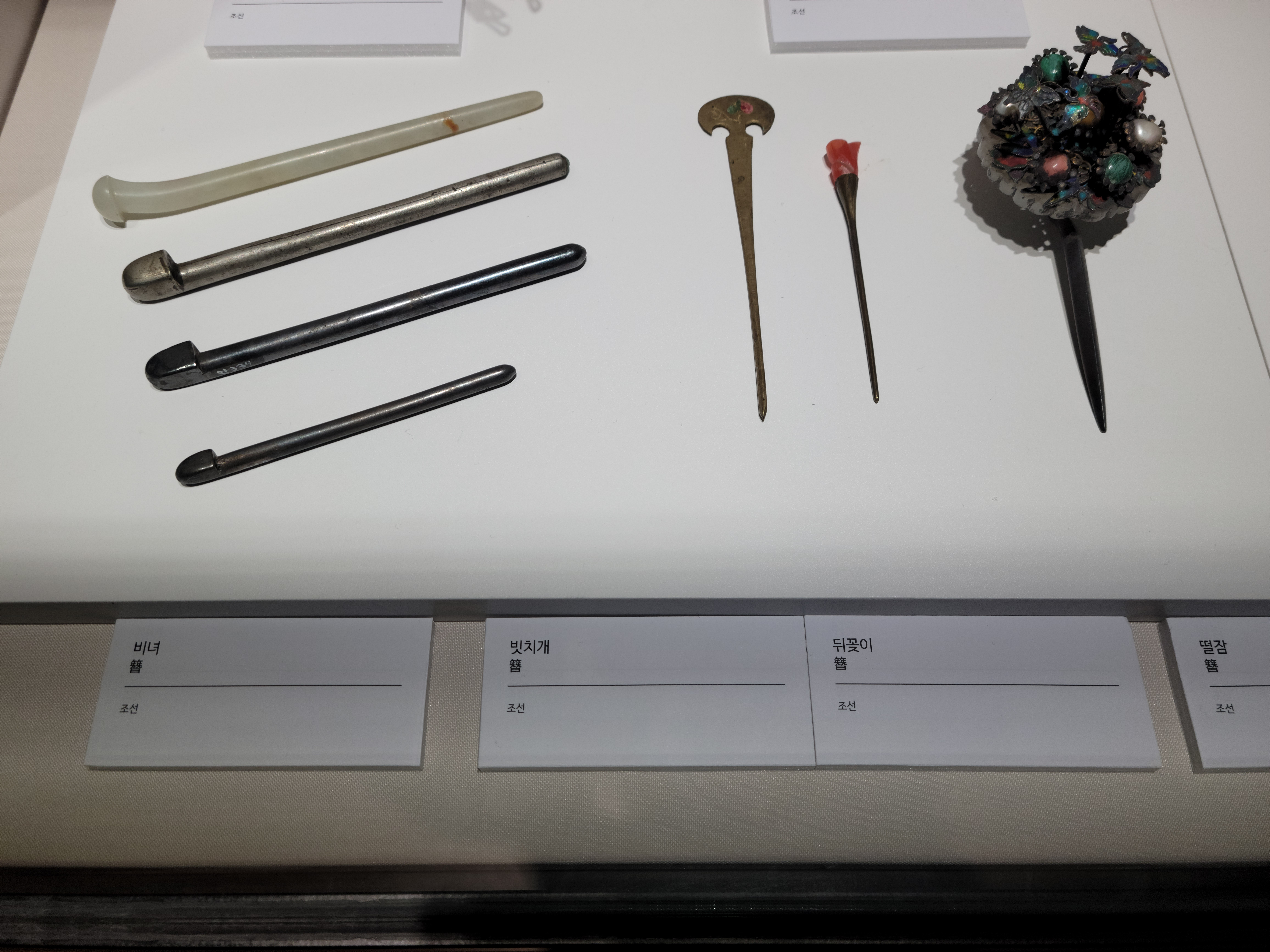
Разновидности бинё (слева), бичигэ и двиккоджи (посередине), ттольджам (дрожащие при движениях шпильки, справа)

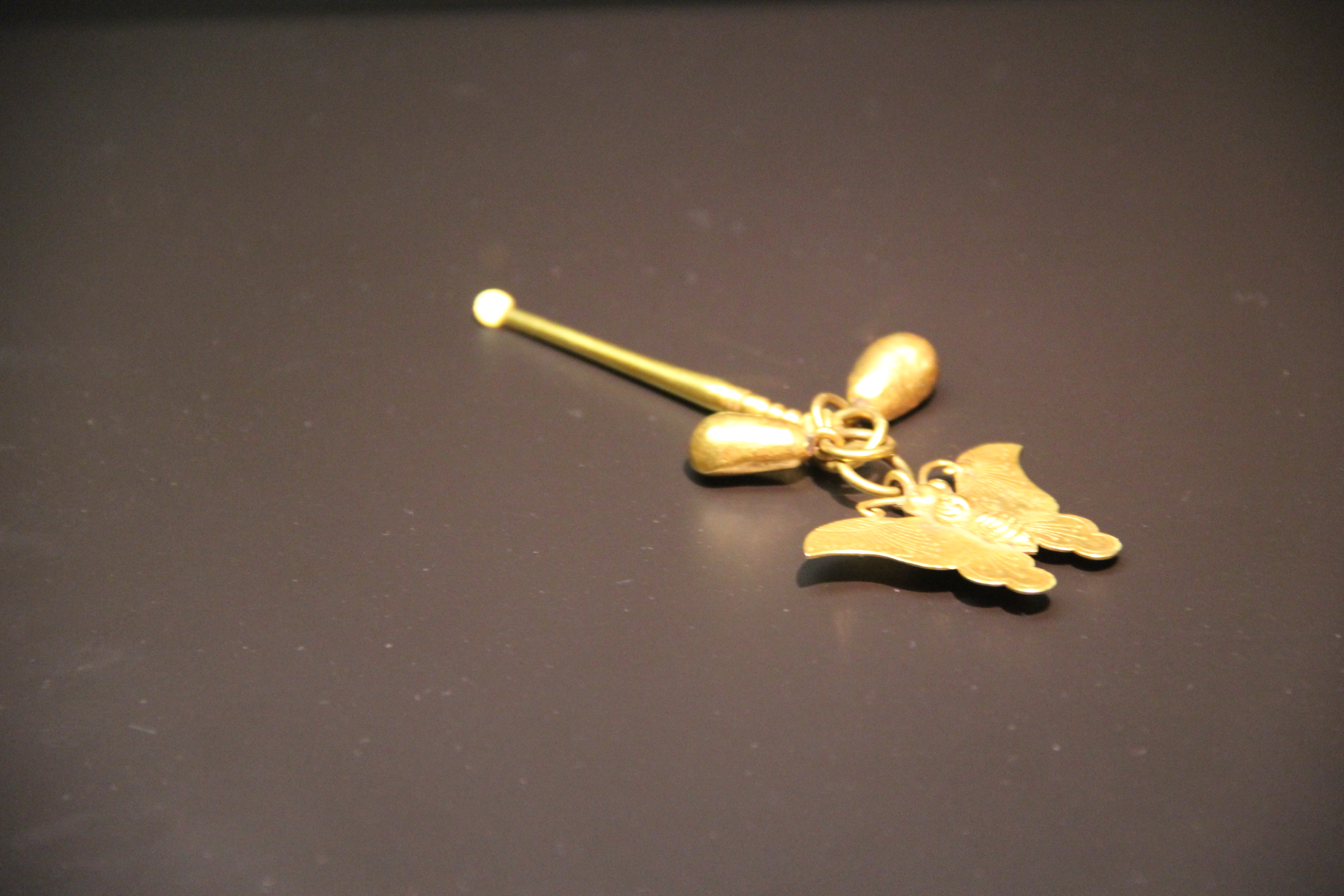
Золотая ушная палочка эпохи Корё

Обычно используются двиккоджи, украшенные в виде хризантем, которые называются гвапан (과판), а те, что украшены по образцу бутонов лотоса, называются ёнбон (연봉). Кроме того, есть те, что украшены цветками сливы, цветами, бабочками, небесными мечами и жезлами, а также кораллами , нефритом, драгоценными камнями, перегородчатой эмалью и голубым жемчугом.
Наиболее распространенные двиккоджи для обычных людей называются бичигэ (хангыль: 빗치개, гребень) и гвиигэ (хангыль: 귀이개, ушная палочка). Обычно они сделаны из серебра, и в них обоих есть элементы фантазии и практичности.